# الحلم الأمريكي (فلم 2021)
الحلم الأمريكي (بالإنجليزية: American Dream) فيلم دراما وجريمة وإثارة أمريكي، إنتاج عام 2021، للمخرج يانوش كامينسكي، والقصة كتبها المخرج بمساعدة دنكان برانتلي، الذي كتب السيناريو. الفيلم من بطولة نيك ستال، وميشيل هويسمان. صدر في 5 يناير 2021.

## طاقم التمثيل
ميشيل هويسمان: في دور نيكي
لوك براسي: في دور سكوت
نيك ستال: في دور يوري
اجنيسكا جروكواسكا: في دور آنا
سامانثا ريسلر: في دور بروك
إد ميتزجر: في دور ديميتري يريفانسكي
كاثلين جاتي: في دور يوليا نوفينتشينكو
ديمتري كاربوف: في دور جروم
بريسون جونز ألمان: في دور باج ألمان
باتريك كوهين: في دور ضابط شرطة
روبرت دوتشين: في دور لافينسكي
لويس فاسانارو: في دور ضيف حفل الزفاف
لانا كالين: في دور مغنية حفل الزفاف
جريجوري لي كينيون: في دور سيرجي
كلي مانتل: في دور كاترينا
أوليا ميلوفا: في دور سفيتلانا
مايك جيروم بوتنام: في دور والد آنا
بول رينتريا: في دور خوليو
فلاديمير سكوماروفسكي: في دور بوريس كوتنكو
جين سيمبسون: في دور ضابط القرض البولندي
ليندسي سيم: في دور مارلو

## ملخص أحداث الفيلم
يتابع الفيلم قصة شقيقين سكوت ونيكي (ميشيل هويسمان ولوكي براسي) وهما بحاجة ماسة إلى المال لإنهاء مشروع البناء الخاص بهما. يشعر الشركاء بالضغوط وليس لديهم مكان يلجأون إليه للحصول على المساعدة، ويلجأون إلى رجل العصابات الروسي يوري (نيك ستال)، ولكن بعد رفض التمويل الذي قدمه لهم، ينتقم يوري من خلال محاولة تولي مشروعهم. تقرر آنا صديقة نيكي الروسية القوية التدخل ومساعدتهم. يجد الشقيقين نفسيهما في مأزق خطير عندما يتعذر عليهما سداد القرض الروسي، يتم معاقبتهم في محاولة للضغط وتحصيل القرض الباهظ.

## استقبال الفيلم
كتب موقع «بوليت بروف أكشن Bulletproof Action»: «ما هو الحلم الأمريكي؟ ظننت أنني سأشاهد فيلمًا وثائقيًا.. وكنت مخطئ.. يجب أن أكون صريحًا، أنا سعيد لأنني لم أدفع لمشاهدة الفيلم، سأقول فقط أن نيك ستال يلعب دور الشرير جيدًا. يسعدني أن أرى مسيرته تسير في الاتجاه الصحيح مرة أخرى».
كتب جيسي بورليسون على موقع «فيوز اون فيلم VIEWS ON FILM»: «إذا كنت تريد أن تبدأ عام 2021 بضربة في القناة الهضمية وبعض صعوبة في التنفس، فإن الحلم الأمريكي سوف يربطك بأسلوب هوديني الذي لا فكاك منه. السيناريو الجريء لدنكين برانتلي والنتيجة المخدرة لروبرت فوستر هنا تجعل هذا الفيلم الصغير من الدرجة الثانية موصى به. العمل الجماعي يجعل العمل نفسه هو الحلم».

## وصلات خارجية
- فلم الحلم الأمريكي (2021) على موقع IMBD.
- الحلم الأمريكي (فيلم 2021) على موقع Filmaffinity
- الحلم الأمريكي (فيلم 2021) على موقع Theculturetrip